# Берінген (Шаффгаузен)
Берінген (нім. Beringen SH) — громада  в Швейцарії в кантоні Шаффгаузен, округ Шаффгаузен.

## Географія
Громада розташована на відстані близько 120 км на північний схід від Берна, 5 км на захід від Шаффгаузена.
Берінген має площу 18,7 км², з яких на 11% дозволяється будівництво (житлове та будівництво доріг), 29,5% використовуються в сільськогосподарських цілях, 59,4% зайнято лісами, 0,1% не є продуктивними (річки, льодовики або гори).

## Демографія
2019 року в громаді мешкало 4925 осіб (+32,3% порівняно з 2010 роком), іноземців було 22,9%. Густота населення становила 264 осіб/км².
За віковим діапазоном населення розподілялося таким чином: 20% — особи молодші 20 років, 60,8% — особи у віці 20—64 років, 19,2% — особи у віці 65 років та старші. Було 2144 помешкань (у середньому 2,3 особи в помешканні).
Із загальної кількості 2325 працюючих 70 було зайнятих в первинному секторі, 1414 — в обробній промисловості, 841 — в галузі послуг.